# Karoline von Hessen-Homburg

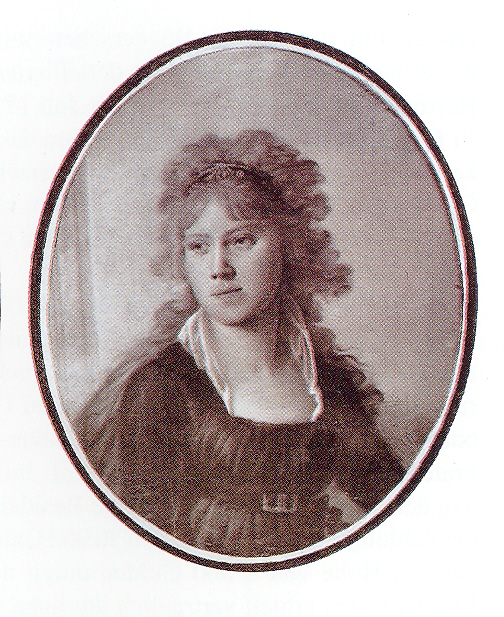
Prinzessin Karoline von Hessen-Homburg, spätere Fürstin von Schwarzburg-Rudolstadt

Karoline Louise von Hessen-Homburg (* 26. August 1771 in Bad Homburg vor der Höhe; † 20. Juni 1854 in Rudolstadt) war Regentin des Fürstentums Schwarzburg-Rudolstadt.

## Leben
Karoline war die Tochter des Landgrafen Friedrich V. von Hessen-Homburg und dessen Gattin Karoline von Hessen-Darmstadt. Ihre formale Ausbildung war einfach und gründlich, wobei auf fromme Erziehung geachtet wurde. Sie heiratete am 21. Juli 1791 in Homburg Fürst Ludwig Friedrich II. von Schwarzburg-Rudolstadt aus dem Haus Schwarzburg. Karoline war hochgebildet und hatte erheblichen Einfluss auf das künstlerische Leben der Residenz.
Vor dem Gefecht bei Saalfeld verbrachte Prinz Louis Ferdinand von Preußen den Vorabend bei der fürstlichen Familie. Über seinen letzten Abend berichtet die Fürstin in ihrem Tagebuch. Mit dem Tod ihres Mannes 1807 wurde sie Regentin für ihren unmündigen Sohn Friedrich Günther. Das Fürstentum trat kurz vor dem Beginn der Regentschaft Karolines dem Rheinbund bei. Nach der Erlangung der Volljährigkeit 1814 zeigte ihr Sohn andere Interessen als die Regierungsgeschäfte. Karoline hatte auch während dessen Regierungszeit starken Einfluss auf die Regierungsentscheidungen des Landes, welches 1816 eine Verfassung erhielt und 1835 dem Deutschen Zollverein beitrat.
Bedeutende Ereignisse ihrer Regierungszeit waren die Gründung einer Erziehungsanstalt durch Friedrich Fröbel in Keilhau sowie die Gründung eines Kindergartens 1840 durch ihn in Blankenburg. Karoline Luise war mit Goethe, Schiller und Wilhelm von Humboldt bekannt und in lebhaften brieflichen Verkehr. Letzterer nannte sie eine „Frau, wie man sie nur selten findet“. Sie hinterließ eine ansehnliche Sammlung eigener Zeichnungen und Aquarelle, die von hoher künstlerischer Qualität sind und von ihrer romantischen Hinwendung zur Natur Zeugnis abgeben. So zeigen zahlreiche Aquarelle den Landschaftspark um das Schloss Homburg. Auch existieren Skizzen von ihren Reisen und Wanderungen.
Karoline verstarb am 20. Juni 1854 in Rudolstadt.

## Nachkommen
Aus ihrer Ehe mit Ludwig Friedrich hatte sie die folgenden Kinder:
- Cäcilie (1792–1793)
- Friedrich Günther I. (1793–1867), Fürst von Schwarzburg-Rudolstadt

⚭ 1. 1816 Prinzessin Auguste von Anhalt-Dessau (1793–1854)
⚭ 2. 1855 (morganatisch) Gräfin Helene von Reina (1835–1860)
⚭ 3. 1861 (morganatisch) Marie Schultze (1840–1909), „Gräfin von Brockenburg“ 1861
- Thekla (1795–1861)

⚭ 1817 Fürst Otto Victor von Schönburg-Waldenburg (1785–1859)
- Karoline (*/† 1796)
- Albert I. (1798–1869), Fürst von Schwarzburg-Rudolstadt

⚭ 1827 Prinzessin Auguste zu Solms-Braunfels (1804–1865)
- Bernhard (1801–1816)
- Rudolf (1801–1808)